# Christoph Thüringen
Christoph Thüringen ist der Funkrufname des einzigen Intensivtransporthubschraubers (ITH) in Thüringen. Er wird von der DRF Luftrettung betrieben und ist im Gegensatz zu den 3 Thüringer Rettungshubschraubern rund um die Uhr einsatzbereit.

## Geschichte
Im Dezember 1989 stellte die NVA am damaligen Flughafen Erfurt-Bindersleben einen Hubschrauber für die Luftrettung bereit, der durch die Erfurter Schnelle Medizinische Hilfe zum ersten ostdeutschen Rettungshubschrauber ausgebaut wurde. Zum Einsatz kam eine Mil Mi-8, die bis zu 4 liegende Patienten aufnehmen konnte.
Bedingt durch verschiedene große Kliniken in Erfurt und Umgebung kam zusätzlich der Wunsch nach einem speziellen Hubschrauber für Intensivverlegungen auf. Ab 1. April 1992 wurde dafür mit Christoph 50/2 am Erfurter Flughafen der erste Intensivtransporthubschrauber der neuen Bundesländer stationiert. Betrieben wurde er durch den HDM Flugservice mit einer modernen Bell 412 HP. Die Krankenpfleger bzw. Rettungsassistenten stellte der ASB Erfurt, der sich dafür aus dem Betrieb des Bundeswehr-Rettungshubschraubers SAR 89 (der mittlerweile parallel den zivilen Funkrufnamen Christoph 50 trug) zurückzog. Die Bundeswehr stellte anschließend ihre Beteiligung an der regulären Luftrettung ein und führte in Erfurt bis zur Einstellung im Jahr 2010 einen reinen SAR-Standort weiter. Der ITH Christoph 50/2 erhielt daraufhin den Funkrufnamen Sama Erfurt 1-84-1.
Am 1. Februar 1996 zog Sama Erfurt 1-84-1 an die Zentralklinik Bad Berka um und erhielt den Funkrufnamen Sama Thüringen 1-84-1. Am neuen Standort wurden in den folgenden Jahren Hangar, Tankanlage und Stationsgebäude neu errichtet und konnten 2002 feierlich eingeweiht werden. Kurz danach erhielt er seinen heutigen Funkrufnamen Christoph Thüringen.

## Station, Einsatz und Besetzung
Christoph Thüringen wird von der DRF Luftrettung betrieben. Er ist täglich rund um die Uhr einsatzbereit und wird über die Zentrale Leitstelle Jena alarmiert.
Bei seinen Einsätzen ist er mit einem Piloten der DRF Luftrettung, einem Notarzt aus der Zentralklinik Bad Berka und einem Notfallsanitäter des ASB Regionalverband Mittelthüringen e. V. besetzt. Bei schlechten Wetterverhältnissen oder Flug bei Dunkelheit sind in der Regel aus Sicherheitsgründen zwei Piloten im Einsatz. Die Notfallsanitäter gehören zur Hubschrauberbesatzung und unterstützen den Piloten.

## Hubschraubertyp
Seit dem 10. September 2022 wird an der Station eine H145 mit Fünfblattrotor eingesetzt. Vorteile gegenüber der H145 mit Vierblattrotor sind eine etwas geringere Leermasse, ein gesteigerter Auftrieb sowie ein ruhigeres Flugverhalten. Die Maschine bietet damit bei gleicher Leistung eine um 150 kg höhere mögliche Nutzlast.

## Einsatzstatistik
| Jahr     | 2000 | 2001 | 2002 | 2003 | 2004 | 2005 | 2006 | 2007 | 2008 | 2009 | 2010 | 2011 | 2012 | 2013 | 2014 | 2015 | 2016 | 2017 | 2018 | 2019 | 2020 | 2021 | 2022 | 2023 |
| Einsätze | 607  | 576  | 677  | 737  | 695  | 805  | 809  | 938  | 936  | 952  | 909  | 1102 | 1146 | 1061 | 1016 | 1142 | 1073 | 1189 | 1186 | 1178 | 1045 | 1062 | 1079 | 1059 |

Quelle 

## Sonstiges
Der Name Christoph Thüringen geht auf den heiligen Christophorus zurück, den Schutzpatron der Autofahrer. Nach ihm tragen alle deutschen Rettungshubschrauber den BOS-Funk-Rufnamen Christoph, gefolgt von einer Nummer bei Rettungshubschraubern und einer Bezeichnung zum Standort bei Intensivtransporthubschraubern.